# Sân bay khu vực Northeast Florida
Sân bay khu vực Đông Bắc Florida (IATA: UST, ICAO: KSGJ, FAA LID: SGJ), trước đây Sân bay St. Augustine, là sân bay có cự ly bốn dặm (6 km) về phía bắc của Saint Augustine, tại quận St Johns, Florida. Nó thuộc sở hữu của St Augustine - St. Johns County Authority Authority [1].
Hầu hết các sân bay ở Hoa Kỳ sử dụng cùng một nhận dạng địa điểm cho FAA và IATA, nhưng Sân bay Northeast Florida là SGJ đến FAA và UST tới IATA (chỉ định SGJ cho Sagarai, Papua New Guinea).

## Lịch sử
Vào ngày 27 tháng 12 năm 1933, Ủy ban thành phố St. Augustine đã bỏ phiếu thông qua việc mua 276 mẫu Anh (1,12 km2) tại công viên Araquay, phía bắc thành phố, với giá 8.000 đô la Mỹ để chuyển sang sân bay công cộng. Chính phủ Hoa Kỳ cho phép thông qua thập kỷ này cho phép nâng cấp sân bay, và sau khi Chiến tranh thế giới II bùng nổ năm 1939, số tiền mới được cung cấp để sử dụng quân sự.
Sau cuộc tấn công ngày 19 tháng 12 năm 1941 tại Trân Châu cảng, hàng không dân dụng tại sân bay đã bị hủy bỏ và Hải quân Hoa Kỳ đã tiếp quản sân bay, đổi tên nó  'Naval Auxiliary Air Station St Augustine' . Được sử dụng làm căn cứ hải quân vệ tinh kết nối với các hoạt động huấn luyện ở gần Trạm Không quân Hải quân Jacksonville, những cải tiến đã được thực hiện cho NAAS St. Augustine bao gồm bổ sung thêm đường băng và buồng lái, cơ sở hỗ trợ và tháp điều khiển. Sau chiến tranh, Hải quân Hoa Kỳ giảm hoạt động và vào tháng 5 năm 1946 sân bay đã được đưa trở lại thành phố.
Sân bay được đổi tên thành "Sân bay khu vực Northeast Florida" vào tháng 4 năm 2010.
Nhân viên của Cơ quan Quản lý Sân bay hiện có 11 nhân viên được giao nhiệm vụ quản lý và bảo dưỡng sân bay, trong khi tháp điều khiển của sân bay đã được Northrop Grumman vận hành từ một hoạt động định kỳ đến hoạt động toàn thời gian như là Tháp Điều khiển Không lưu Cấp I dưới sự bảo trợ của Chương trình tháp hợp đồng của FAA. Tháp điều khiển không lưu kiểm soát khu vực dịch vụ Dải phòng không D, trong bán kính năm hải lý xung quanh cánh đồng, và lên đến 2.500 '.
Các cơ sở mặt đất của sân bay được sơn vào đầu năm 2013 với nhiều màu sắc khác nhau để xác định các khu khác nhau của phức hợp: Vàng, cam, hồng, tím.
Frontier Airlines bắt đầu phục vụ cho Thánh Augustinô từ Trenton, New Jersey vào ngày 2 tháng 5 năm 2014.